# Tekovské Nemce
Tekovské Nemce (allemand : Nemtze, hongrois : Garamnémeti) est un village de Slovaquie situé dans la région de Nitra.

## Histoire
Première mention écrite du village en 1275.

## Démographie

### Évolution de la population
| Année:               | 1994. | 2004. | 2014.   | 2024.   |
| -------------------- | ----- | ----- | ------- | ------- |
| Nombre de personnes: | 1067  | 1067  | 1071    | 1029    |
| Différence:          |       | +0 %  | +0,37 % | -3,92 % |

| Année:               | 2023. | 2024.   |
| -------------------- | ----- | ------- |
| Nombre de personnes: | 1039  | 1029    |
| Différence:          |       | -0,96 % |